# Konföderationskongress

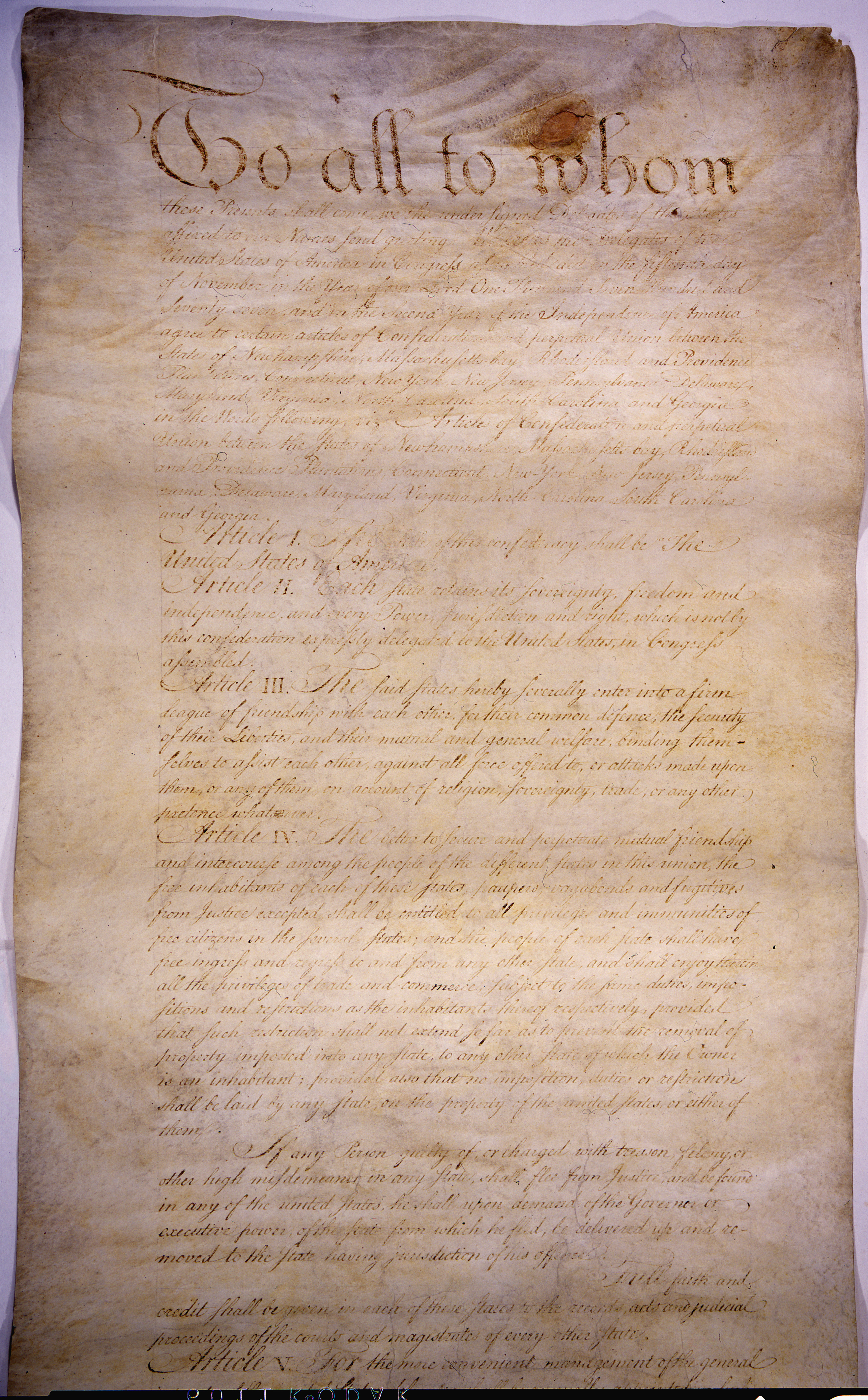
Die Konföderationsartikel

Der  Konföderationskongress (englisch Congress of the Confederation, auch United States in Congress Assembled) stellte die Regierung der Vereinigten Staaten von Amerika vom 1. März 1781 bis zum 4. März 1789 dar. Vorgänger war der Zweite Kontinentalkongress. Der Kongress wurde zum Ende der Kampfhandlungen während des Unabhängigkeitskriegs gegründet. Die rechtliche Grundlage für den Konföderationskongress bildeten die Konföderationsartikel, die am 15. November 1777 als erste Verfassung der USA vom Zweiten Kontinentalkongress verabschiedet worden waren und am 1. März 1781 in Kraft traten, nachdem die 13 Staaten sie in einem dreijährigen Prozess ratifiziert hatten.
Der Konföderationskongress tagte an verschiedenen Orten in den Vereinigten Staaten, erst in Philadelphia, später in Princeton, Trenton, Annapolis und abschließend in New York. Der Konföderationskongress bestand aus Vertretern der einzelnen Staaten. Die meisten seiner 50 Mitglieder wurden vom Zweiten Kontinentalkongress übernommen. Stimmberechtigt waren nicht die Mitglieder, sondern die 13 Staaten. Jeder Staat verfügte über eine Stimme. 1790 wurde er vom heutigen Kongress der Vereinigten Staaten (englisch „United States Congress“) abgelöst.